# Vivinus

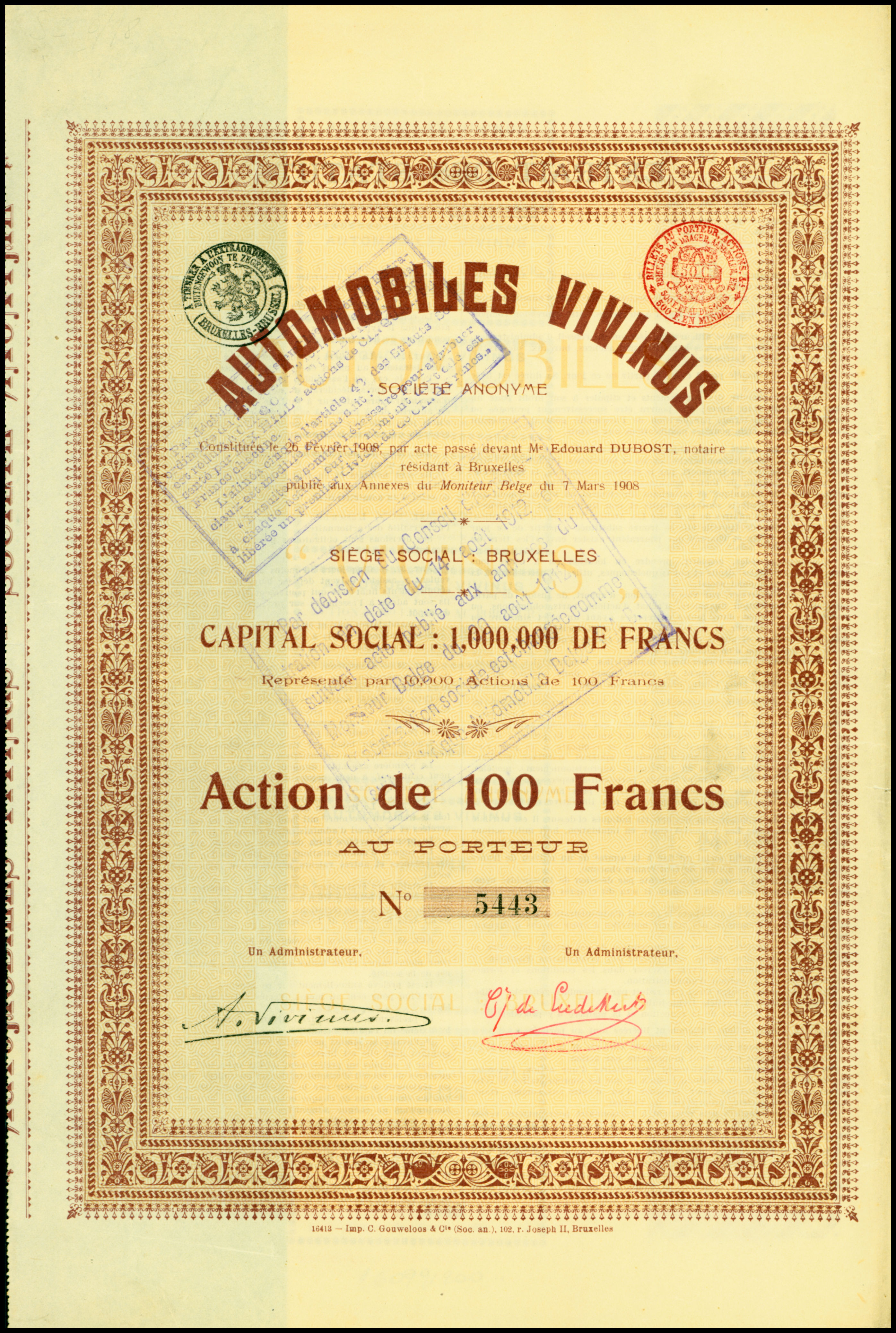
Aktie über 100 Francs der Automobiles Vivinus SA von 1908

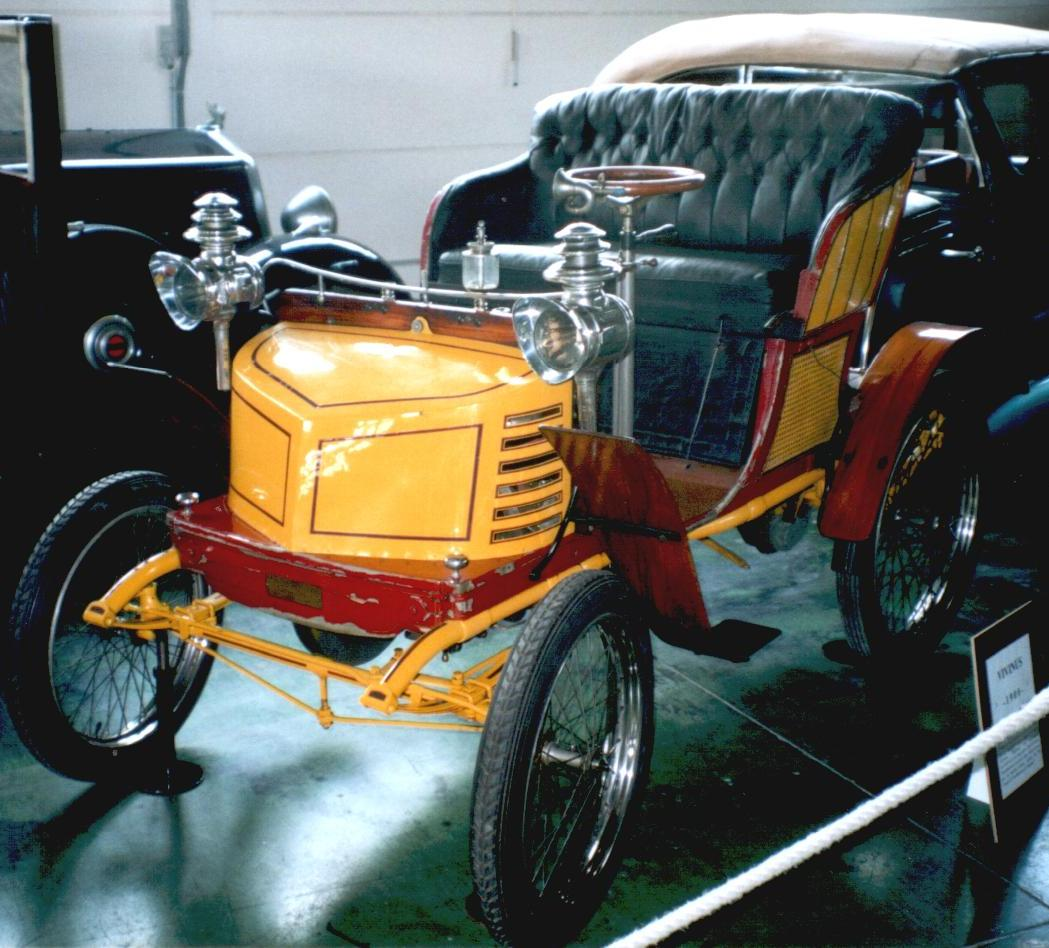
Vivinus von 1900

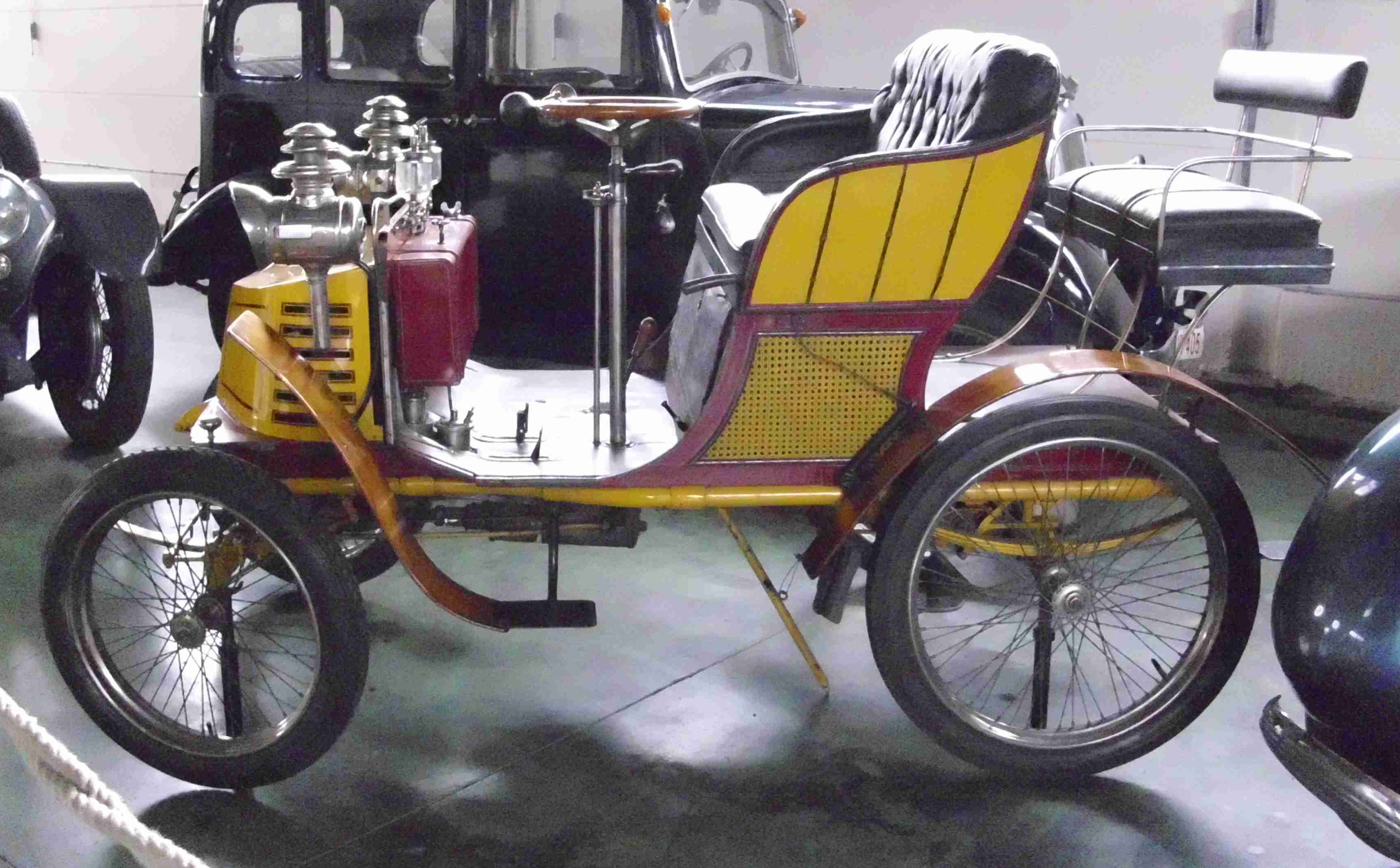
Vivinus von 1900

SA d’Automobiles Vivinus, vorher Société des Ateliers Vivinus, war ein belgischer Hersteller von Automobilen.

## Vorgeschichte
Der Ingenieur Alexis Vivinus (1860–1929) baute 1888 seinen ersten Dampfwagen. 1894 verließ er den Fahrradhersteller Ateliers Bouton in Brüssel und machte sich selbständig. Zunächst stellte er ebenfalls Fahrräder her. Ab 1895 entstanden einige Automobile mit Ottomotoren. 1898 entwarf er einen Kleinwagen. Für eine größere Produktion fehlte ihm das Geld.

## Unternehmensgeschichte
1899 traf er auf Jacques de Liedekerke und sie gründeten das Unternehmen Société des Ateliers Vivinus in Schaerbeek/Schaarbeek. Die Produktion von Automobilen lief nun in einem größeren Umfang. Der Markenname lautete Vivinus. 1905 waren 250 Personen beschäftigt, die etwa 250 Fahrzeuge herstellten. Das Unternehmen wurde 1911 in SA d’Automobiles Vivinus umbenannt. In dem Jahr ging das Unternehmen in Liquidation, gleichzeitig verließ Alexis Vivinus das Unternehmen. 1912 endete die Produktion. Fabrique Automobile Belge setzte die Produktion unter eigenem Namen fort.

## Fahrzeuge
Von 1899 bis 1901 entstanden 152 Exemplare des ersten Modells mit einem Einzylindermotor. Ab 1900 folgten die Modelle 7 CV und 9 CV mit Zweizylindermotoren. 1901 wurde ein weiteres Modell produziert, dessen Einzylindermotor mit 638 cm³ Hubraum von De Dion-Bouton stammte. Von 1902 bis 1906 wurde das Modell 15/18 CV, auch La Routière genannt, mit einem Vierzylindermotor produziert. Von 1907 bis 1912 wurden vier verschiedene Vierzylindermodelle angeboten: Type A 24/30 HP mit 4156 cm³ Hubraum, Type L 22/28 HP mit 3742 cm³ Hubraum, Type N 20/24 HP mit 3500 cm³ Hubraum und Type O 12/14 HP mit 2799 cm³ Hubraum. 1910 kam noch der Type P 10/12 HP mit 1944 cm³ Hubraum dazu.
Das Auktionshaus Bonhams versteigerte am 3. November 2017 ein Fahrzeug für 67.001 Euro.
Zwei Fahrzeuge des Typs 7 CV sind in den Automuseen in Leuze-en-Hainaut und Gjern in Dänemark zu besichtigen.
Georges Richard in Frankreich, De Dietrich im Deutschen Reich und New Orleans Motor in England waren Lizenznehmer des ersten Kleinwagens.